# اگزاسپرول
اگزاسپرول (انگلیسی: Oxaceprol) یک داروی ضدالتهابی است که در درمان آرتروز به کار می‌رود. این ماده از L-پرولین، اسید آمینه کد شده DNA مشتق شده است. اثر فعال اگزاسپرول مهار چسبندگی و مهاجرت گلبول‌های سفید است.